# Vlag van Potosí

Vlag van Potosí

De vlag van Potosí bestaat uit vier even grote vlakken: twee rode (linksboven en rechtsonder), en een witte (rechtsboven en linksonder) en is samen met het wapen van Potosí een van de officiële symbolen van Potosí, een departement van Bolivia. 
De vlag van Potosí is gebaseerd op een wimpel van de Vicunas, een factiegroep in de 16e eeuw in de oorlog tussen de Spanjaarden en Basken. De witte kleur staat voor vrede, zuiverheid en natuurlijke (minerale) rijkdom, de rode kleur staat voor het bloed van de slaven die woonden en werkten bij de winning van de minerale rijkdom uit de zinkgaten van de Potosi-heuvel.